# Börjes Tingsryd

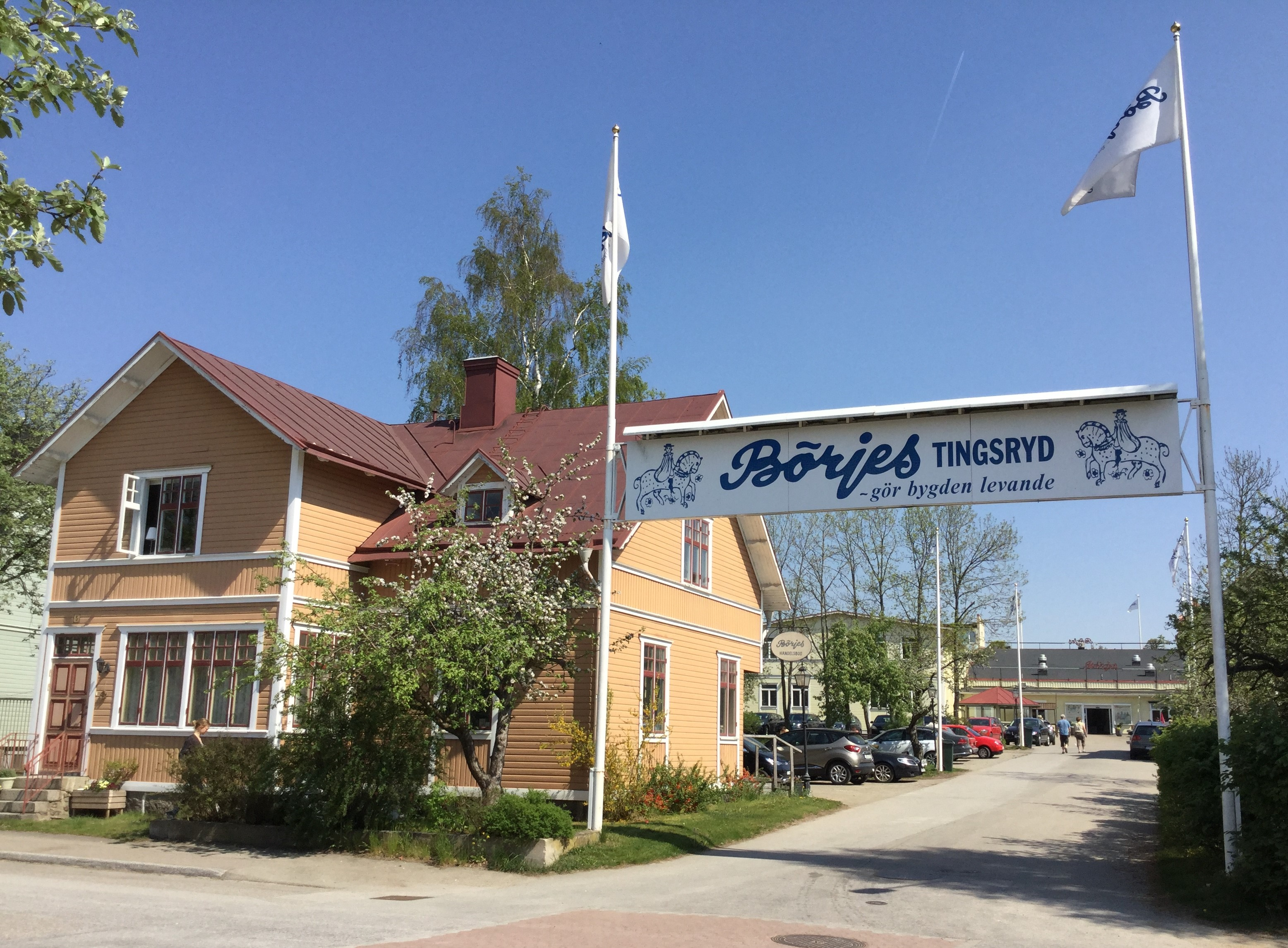
Börjes Tingsryd i maj 2017

Börjes Tingsryd är ett varuhus beläget i Tingsryd i Småland med försäljning av livsmedel, hästsport, blommor, dagligvaror, trädgård, leksaker, sport med mera och man har även ett café i anslutning till affären. Företagets slogan är "Aldrig lockpris, alltid lågpris".
Börjes började tidigt använda sig av postorderförsäljning och senare webben för försäljning av sina hästsportartiklar och idag har man, förutom i Tingsryd, även butiker med detta sortiment på tre orter (Kungsbacka, Stockholm och Malmö).
Börjes Tingsryd drivs idag av den tredje generationen Rungegård.

## Historia
Börje och Greta Rungegård öppnade den 3 april 1944, 24 år en 30 kvm stor manufakturaffär på Storgatan 62 i Tingsryd. Några år senare växte butiken och man breddade sortimentet med herr-, dam- och barnkläder och man hade även en egen syateljé.
1964 invigdes ett nytt stort varuhus i kvartereret bredvid. Sedan dess har varuhuset både byggts till och byggts om för att idag omfatta 5000 kvm i två kvarter.
På 70-talet tillkom sortimentet med hästsportartiklar, och man har även en egen uppfödning av nötkreatur under varumärket ”Börjes Lantkött”, men ända sedan 1964 säljer man även annat närproducerat och från andra kända svenska varumärken.
Börjes Tingsryd drivs idag av den tredje generationen Rungegård och nuvarande VD Niklas och Anna Rungegård är barnbarn till grundaren Börje Rungegård.